# Benny Golson
Benny Golson (ur. 25 stycznia 1929 w Filadelfii, zm. 21 września 2024 w Nowym Jorku) – amerykański saksofonista jazzowy (tenorowy), kompozytor i aranżer.

## Życiorys
Do szkoły średniej uczęszczał w Filadelfii. W szkolnej orkiestrze grał obok wielu obiecujących młodych muzyków takich jak John Coltrane, Red Garland, Jimmy Heath, Percy Heath, Philly Joe Jones i Red Rodney. Po ukończeniu w 1950 Howard University w Waszyngtonie, Golson został w Filadelfii członkiem rhythm and bluesowego zespołu, którego liderem był Bull Moose Jackson. Pianistą zespołu był w tym czasie Tadd Dameron. Golson uznał go później za jednego z muzyków, którzy wywarli duży wpływ na jego twórczość.
W 1953 Golson grał razem z Dameronem, a później w zespołach prowadzonych przez Lionela Hamptona, 
Johnny’ego Hodgesa, Earla Bostica. W latach 1956–1958 odbył światowe tournèe z Dizzym Gillespiem.
W okresie 1958–1959 był członkiem The Jazz Messengers Arta Blakeya, z którym w 1958 nagrał album Moanin'.
W 1956 Golson był jednym z członków orkiestry Lionela Hamptona, kiedy dowiedział się o śmierci Clifforda Browna, z którym grał razem w zespole (Brown zginął w wypadku samochodowym). Nagła śmierć przyjaciela była głębokim przeżyciem, które stało się impulsem do skomponowania utworu „I Remember Clifford”, poświęconego pamięci Browne’a.

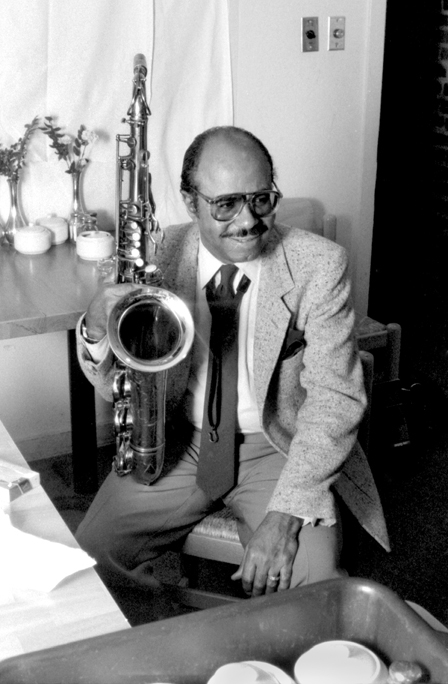
Benny Golson w San Francisco koncert The Jazztet, 21 lipca 1985

Golson był kompozytorem kilku innych utworów zaliczanych już do standardów m.in.: „Stablemates”, „Killer Joe”, „Whisper Not”, „Along Came Betty” i „Are You Real?”, które wielokrotnie były wykonywane i nagrywane przez innych muzyków.
W latach 1959–1962 Golson, razem z Artem Farmerem, prowadził The Jazztet. Potem na dwanaście lat zrezygnował z grania jazzu na rzecz pracy w studio i z orkiestrami. Komponował w tym czasie muzykę do takich seriali telewizyjnych jak Ironside, Room 222, M*A*S*H oraz Mission: Impossible. W latach 1964–1966 przebywał w Europie. W 1977 powrócił do koncertowania i nagrywania płyt, w 1980 reaktywował z Farmerem The Jazztet. 
W 1996 organizacja National Endowment for the Arts przyznała mu nagrodę NEA Jazz Masters.
W 2004 wystąpił gościnnie w filmie Terminal (w związku z jego obecnością na słynnym zdjęciu „A Great Day in Harlem”).
Od 2007 regularnie jeździ w trasy koncertowe.
W październiku 2007 otrzymał nagrodę Mellon Living Legend Legacy Award, wręczoną mu przez przedstawicieli Mid Atlantic Arts Foundation na specjalnej uroczystości w Kennedy Center. W tym samym miesiącu wręczono mu także nagrodę za wybitne osiągnięcia życiowe przyznaną przez University of Pittsburgh (International Academy of Jazz Outstanding Lifetime Achievement Award).
W listopadzie 2009, na dorocznym koncercie na University of Pittsburgh, Golson został zaliczony do sław jazzu i jego nazwisko wpisano do International Academy of Jazz Hall of Fame.
Zmarł 21 września 2024, w swoim domu na Manhattanie.

## Dyskografia

### Albumy nagrane w charakterze lidera i współlidera
| Nagrany | Wydany | Album                                                     | Wykonawca – lider                                   | Wytwórnia              |
| ------- | ------ | --------------------------------------------------------- | --------------------------------------------------- | ---------------------- |
| 1957    | 1957   | Benny Golson's New York Scene                             | Benny Golson                                        | Contemporary           |
| 1957    | 1958   | The Modern Touch ( = LP Reunion; reed.)                   | Benny Golson                                        | Riverside              |
| 1958    | 1958   | The Other Side of Benny Golson                            | Benny Golson                                        | Riverside              |
| 1958    | 1958   | Benny Golson and the Philadelphians                       | Benny Golson                                        | United Artists         |
| 1958    | 1987   | Benny Golson in Paris                                     | Benny Golson                                        | DRG/Swing              |
| 1959    |        | The Curtis Fuller Jazztet with Benny Golson               | Curtis Fuller Jazztet i Benny Golson                | Savoy                  |
| 1959    |        | Winchester Special                                        | Lem Winchester i Benny Golson                       | New Jazz               |
| 1959    | 1959   | Gone with Golson                                          | Benny Golson                                        | New Jazz               |
| 1959    |        | Groovin' with Golson                                      | Benny Golson                                        | New Jazz               |
| 1959    |        | Gettin' with It                                           | Benny Golson                                        | New Jazz               |
| 1960    | 1960   | Meet the Jazztet                                          | The Jazztet (Art Farmer i Benny Golson)             | Argo                   |
| 1960    | 1960   | Big City Sounds                                           | The Jazztet (Art Farmer i Benny Golson)             | Argo                   |
| 1961    | 1961   | The Jazztet and John Lewis                                | The Jazztet (Art Farmer i Benny Golson)             | Argo                   |
| 1961    | 1961   | The Jazztet at Birdhouse                                  | The Jazztet (Art Farmer i Benny Golson)             | Argo                   |
| 1961    | 1961   | Take a Number from 1 to 10                                | Benny Golson                                        | Argo                   |
| 1962    |        | Pop + Jazz = Swing                                        | Benny Golson                                        | Audio Fidelity         |
| 1962    | 2009   | Just Jazz!                                                | Benny Golson                                        | JazzWorkshop           |
| 1962    | 1962   | Here and Now                                              | The Jazztet (Art Farmer i Benny Golson)             | Mercury                |
| 1962    | 1962   | Another Git Together                                      | The Jazztet (Art Farmer i Benny Golson)             | Mercury                |
| 1962    | 1963   | Turning Point                                             | Benny Golson                                        | Mercury (Japonia)      |
| 1962    |        | Free                                                      | Benny Golson                                        | Argo                   |
| 1963    | 1964   | The Roland Kirk Quartet Meets The Benny Golson Orchestra  | Rahsaan Roland Kirk i Benny Golson                  | Mercury                |
| 1964    |        | Stockholm Sojourn                                         | Benny Golson                                        | Original Jazz Classics |
| 1967    |        | Tune in Turn on to the Hippest Commercials of the Sixties | Benny Golson i Art Farmer                           | Verve                  |
| 1977    |        | Are You Real                                              | Benny Golson                                        | CBS/Sony (Japonia)     |
| 1977    |        | Killer Joe                                                | Benny Golson                                        | Columbia               |
| 1978    |        | I'm Always Dancin' to the Music                           | Benny Golson                                        | Columbia               |
| 1980    |        | California Message                                        | Benny Golson i Curtis Fuller                        | Baystate (Japonia)     |
| 1981    | 1982   | One More Mem'ry                                           | Benny Golson Quintet i Curtis Fuller                | Baystate (Japonia)     |
| 1982    |        | Voices All                                                | The Jazztet (Art Farmer i Benny Golson)             | East West              |
| 1982    |        | Playboy Jazz Festival                                     | The Jazztet (Art Farmer i Benny Golson)             | Electra/Musician       |
| 1982    |        | Time Speaks                                               | Benny Golson, Freddie Hubbard, Woody Shaw i in.     | Baystate (Japonia)     |
| 1983    |        | Moment to Moment                                          | The Jazztet (Art Farmer i Benny Golson)             | Soul Note              |
| 1983    |        | Nostalgia                                                 | The Jazztet (Art Farmer i Benny Golson)             | Baystate               |
| 1986    |        | Back to the City                                          | The Jazztet (Art Farmer i Benny Golson)             | Contemporary           |
| 1986    |        | Real Time                                                 | The Jazztet (Art Farmer i Benny Golson)             | Contemporary           |
| 1987    | 1988   | Stardust                                                  | Benny Golson i Freddie Hubbard                      | Denon                  |
| 1987    |        | Freddie Hubbard – Benny Golson                            | Benny Golson i Freddie Hubbard                      | Denon                  |
| 1983    |        | This is for You, John                                     | Benny Golson, Pharoah Sanders, Cedar Walton i in.   | Baystate (Japonia)     |
| 1989    | 1995   | Benny Golson Quartet Live                                 | Benny Golson Quartet                                | Dreyfus                |
| 1989    |        | J.S. Bach Brandenburg Concertos No.1,3&5                  | Benny Golson, New York Orchestra i Art Farmer i in. | Alfa Jazz              |
| 1990    | 2009   | Benny Golson Quartet (Up, Jump, Spring)                   | Benny Golson Quartet                                | LRC Ltd.               |
| 1991    | 1992   | Domingo                                                   | Benny Golson i Curtis Fuller                        | Dreyfus                |
| 1992    | 1992   | I Remember Miles                                          | Benny Golson i Curtis Fuller                        | Alfa Jazz              |
| 1994    |        | That's Funky                                              | Benny Golson Funky Quintet i Nat Adderley           | Meldac (Japonia)       |
| 1996    |        | Tenor Legacy                                              | Benny Golson, Branford Marsalis, Harold Ashby i in. | Arkadia Jazz           |
| 1996    | 1997   | Up Jumped Benny                                           | Benny Golson                                        | Arkadia Jazz           |
| 1996    |        | One Day, Forever                                          | Benny Golson, Curtis Fuller, Shirley Horn i in.     | Arkadia Jazz           |
| 1997    | 1997   | Walkin'                                                   | Benny Golson and his Orchestra                      | Fresh Sound            |
| 1997    |        | Three Little Words                                        | Benny Golson                                        | Jazz House Music       |
| 1997    | 1998   | Remembering Clifford                                      | Benny Golson Group                                  | Milestone              |
| 1998    | 1998   | Legend of Jazz Club                                       | Benny Golson and Curtis Fuller Quintet + 2          | M&I (Japonia)          |
| 1999    |        | Tune in Turn on to the Hippest Commercials of the Sixties | Benny Golson                                        | Verve                  |
| 2000    |        | Brown Immortal                                            | Benny Golson Group                                  | Keystone               |
| 2004    |        | Terminal 1                                                | Benny Golson                                        | Concord Records        |
| 2005    |        | The Masquerade Is Over                                    | Benny Golson                                        | Azzurra Music          |
| 2006    | 2008   | Benny Golson Quartets                                     | Benny Golson, Wynton Kelly, Tommy Flanagan          | Gambit                 |
| 2007    |        | The Many Moods of Benny Golson                            | Benny Golson                                        | Arkadia Music          |
| 2008    |        | New Time, New 'Tet                                        | Benny Golson                                        | Concord                |

### Albumy nagrane w charakterze muzyka sesyjnego
| Nagrany | Wydany | Album                                          | Wykonawca – lider                                             | Wytwórnia      |
| ------- | ------ | ---------------------------------------------- | ------------------------------------------------------------- | -------------- |
| 1957    | 1957   | Dizzy in Greece                                | Dizzy Gillespie                                               | Verve          |
| 1957    | 1957   | Birk's Works                                   | Dizzy Gillespie                                               | Verve          |
| 1957    | 1957   | Dizzy Gillespie at Newport                     | Dizzy Gillespie                                               | Verve          |
| 1957    | 1957   | The Greatest Trumpet of Them All               | Dizzy Gillespie                                               | Verve          |
| 1958    | 1959   | Moanin'                                        | Art Blakey                                                    | Blue Note      |
| 1958    | 1958   | Modern Art                                     | Art Farmer                                                    | United Artists |
| 1958    | 1959   | Bags' Opus                                     | Milt Jackson                                                  | United Artists |
| 1959    | 1959   | Out of the Blue                                | Blue Mitchell                                                 | Riverside      |
| 1967    | 1967   | Sassy Swings Again                             | Sarah Vaughan                                                 | Mercury        |
| 1971    | 1972   | Cass Elliot                                    | Cass Elliot                                                   | RCA            |
| 1990    | 1990   | Rhythmstick                                    | Dizzy Gillespie                                               | CTI            |
| 1992    | 1992   | Bird Songs: The Final Recordings               | Dizzy Gillespie                                               | Telarc         |
| 1992    | 1992   | To Bird with Love                              | Dizzy Gillespie                                               | Telarc         |
| 1993    | 1993   | Tenor Legacy                                   | Joe Lovano                                                    | Arkadia Jazz   |
| 1995    | 1995   | You Got What It Takes                          | Kevin Mahogany                                                | Enja           |
| 1998    | 1998   | The Legacy of Art Blakey (Live at the Iridium) | Jazz Messengers                                               | Telarc         |
| 1999    | 1999   | Thank You, Duke! Our Tribute to Duke Ellington | Benny Golson, Billy Taylor, Chris Potter, Billy Higgins i in. | Arkadia Jazz   |